# Sex Dreams and Denim Jeans
Sex Dreams and Denim Jeans è il primo album in studio della cantante franco-statunitense Uffie, pubblicato nel 2010.

## Tracce
1. Pop the Glock – 3:30
2. Art of Uff – 3:05
3. ADD SUV (featuring Pharrell Williams) – 3:29
4. Give It Away – 3:20
5. MCs Can Kiss – 3:09
6. Difficult – 2:56
7. First Love – 4:57
8. Sex Dreams and Denim Jeans – 2:37
9. Our Song – 3:19
10. Illusion of Love (featuring Mattie Safer dei The Rapture) – 5:19
11. Neuneu – 2:30
12. Brand New Car – 3:19
13. Hong Kong Garden (Siouxsie and the Banshees cover) – 2:20
14. Ricky – 4:12